# Wikinoticias
Wikinoticias (en inglés: Wikinews) es una fuente de noticias de contenido libre y un proyecto de la Fundación Wikimedia. El sitio funciona a través del periodismo colaborativo. El cofundador de Wikipedia, Jimmy Wales, ha distinguido a Wikinews de Wikipedia al decir «en Wikinews, cada historia debe escribirse como una noticia en lugar de un artículo de enciclopedia». La política de punto de vista neutral adoptada en Wikinoticias la distingue de otros esfuerzos de periodismo ciudadano como Indymedia y OhmyNews. A diferencia de la mayoría de los proyectos de la Fundación Wikimedia, Wikinews permite el trabajo original en forma de informes y entrevistas originales.
El proyecto está activo en 29 idiomas, que comprenden un total de 696.220 artículos y 651 editores recientemente activos.

## Historia
En noviembre de 2004, se creó un wiki para pruebas del proyecto. Se trata de un subproyecto de la fundación Wikimedia, y ha sido aprobado por el Consejo directivo (board of Trustees). En diciembre de 2004, el sitio cambió de prueba de concepto a pruebas beta. También se creó una edición en alemán el 6 de diciembre de 2004.
El 28 y 29 de enero de 2005 se crearon las versiones española, francesa, neerlandesa y sueca. La versión búlgara empezó el 6 de febrero, mientras que el 19 del mismo mes se lanzaron las versiones polaca, portuguesa y rumana. El 1 de abril iniciaron labores las versiones italiana y ucraniana. El 23 de mayo arrancó la versión serbia y el 14 de julio inició la japonesa. A comienzos de noviembre arrancaron las ediciones en hebreo y ruso. En diciembre fueron creadas las versiones en árabe y tailandés. En enero de 2006 salió la versión en noruego. Dos meses después apareció la versión en chino. El 26 de mayo fue estrenada la versión en catalán, la versión en esperanto vio la luz en febrero de 2010, y su primera noticia fue publicada el 27 de ese mismo mes.
Desde el 3 de junio de 2009, Wikinoticias en español implementa el sistema de versiones revisadas, convirtiéndose en el primer proyecto de Wikimedia en español en implementar este tipo de sistema.

## Misión
La misión de Wikinoticias es «construir un sitio web para presentar contenido actualizado, relevante, noticioso y entretenido sin prejuicios», Wikinoticias es un recurso tanto informativo como de entretenimiento. Dan la bienvenida a los contribuyentes y los anima a explorar conceptos diferentes para presentar información interesante y oportuna. Busca nuevos formatos para presentar sus contenidos y lucha para abrir las puertas y permitir que la gente de todo el mundo se beneficie de ese trabajo.

## Características
Al igual que Wikipedia, Wikinoticias comparte algunas de sus características, tales como neutralidad, verificabilidad y omisión de comentarios personales en los artículos. 

### Neutralidad
Wikinoticias escribe con un punto de vista neutral (PVN). Este principio establece, en resumen, que los artículos deben contener hechos, y en los casos en que haya opiniones divergentes (más de un punto de vista) acerca de un tema, se deje en claro en el artículo tal hecho, diferenciando sobre que hay disputa de lo discutido. La neutralidad no es ocultar puntos de vista sino mostrar la diversidad para que cada persona adopte la opinión de su preferencia. Se trata de decir lo que la gente cree cierto, y no de decir lo que es cierto. Así, en caso de polémica, se expondrán los puntos fuertes y débiles según cada punto de vista, sin tomar partido.

### Verificabilidad
Wikinoticias cita sus artículos con «fuentes» —Wikipedia usa referencias—. Solamente se pueden utilizar fuentes que otras personas podrían verificar razonablemente, como fuentes y diario en línea. Para fuentes en línea, se acepta que el sitio requiera registro gratuito, pero no que tenga que ser pagado.
En la página de recursos de Wikinoticias hay varias posibilidades para fuentes en línea, y generalmente aceptadas como fuente de una noticia.
Wikinoticias solo cita sus fuentes si las usa al escribir el artículo. En caso de no usar información de ninguna agencia o página se califica como un «Reportaje Original».

## Edición
Al igual que muchos de los proyectos de la Fundación Wikimedia, Wikinoticias permite la libre edición en sus artículos, sin embargo, estos son protegidos 7 días después de publicarlos para evitar el vandalismo. Solo los Editores de Prensa y los Administradores pueden editar los artículos protegidos.
En Wikinoticias cualquier persona puede crear un nuevo artículo y todo usuario puede editarlo antes de que este sea protegido debido a la política de las versiones revisadas. Wikinoticias fue creada con la idea de generar textos de calidad, actualizados y sin prejuicios hacia nada ni nadie.
A diferencia de los demás proyectos en Wikinoticias es mayor la labor que debe realizarse continuamente pues deben crearse artículos desde cero, citando las fuentes y actualizando los acontecimientos. 
Al igual que todos los proyectos de la Fundación Wikimedia, Wikinoticias tiene Administradores que realizan tareas de bloqueo y desbloqueo de usuarios así como edición en páginas protegidas o archivadas y otorgar permisos a otros usuario para poder editar en nuevos espacios del proyecto.